# Birdsall House
Pour les articles homonymes, voir Birdsall.
Birdsall House est une maison de campagne anglaise située à Birdsall, dans le Yorkshire du Nord. Il s'agit d'un bâtiment classé Grade II*.
La maison date de la fin du XVIe siècle mais est rénovée en 1749 avec l'ajout d'un étage supplémentaire au bâtiment principal. Une aile est ajoutée en 1776 et une aile droite correspondante ajoutée en 1872.
Elle est construite en pierre de taille avec des toits en ardoise galloise. La partie centrale est un bâtiment de 3 étages et 5 baies relié à des ailes latérales périphériques de 2 étages et 2 baies par des unités à cellule unique. La maison est la première maison en Angleterre à bénéficier d'un système de gaz privé.

## Histoire
Le site de la maison et de son parc sont un domaine monastique avant la dissolution des monastères par Henri VIII et la maison Tudor d'origine est construite pour la famille Sotheby. Après qu'Elizabeth Sotherby ait épousé Thomas Willoughby, le couple transforme la maison en un grand bâtiment de style géorgien. Le domaine passe aux mains de la famille Willoughby, passant d'abord au fils de Thomas, Henry, qui hérite de son cousin le titre de 5e baron Middleton, ainsi que d'autres domaines à Middleton et Wollaton Park (en), où il choisit de vivre .
Le 8e baron Middleton, cependant, choisit de vivre à Birdsall, employant l'architecte Anthony Salvin pour agrandir la maison et y meurt finalement en 1877. Son fils, le 9e baron, préfère également Birdsall et y meurt également en 1922. En 1923, la famille vend les domaines Middleton et Wollaton et fait ainsi de Birdsall le seul siège familial, qu'il est resté depuis.